# Société du cheval de guerre
La Société du cheval de guerre, également connue sous le nom de Société d'encouragement à l'élevage du cheval, est une société créée en 1898 par l'hippologue Maurice de Gasté. Elle publie le Bulletin officiel de la Société d'encouragement à l'élevage du cheval de guerre français entre 1898 et 1913, ainsi que la Revue du cheval de selle. Elle disparaît en 1930, à la mort du général Blacque-Belair.
Une société quasi homonyme a existé en Belgique : la Société d'encouragement pour l'élévage du cheval d'armes.

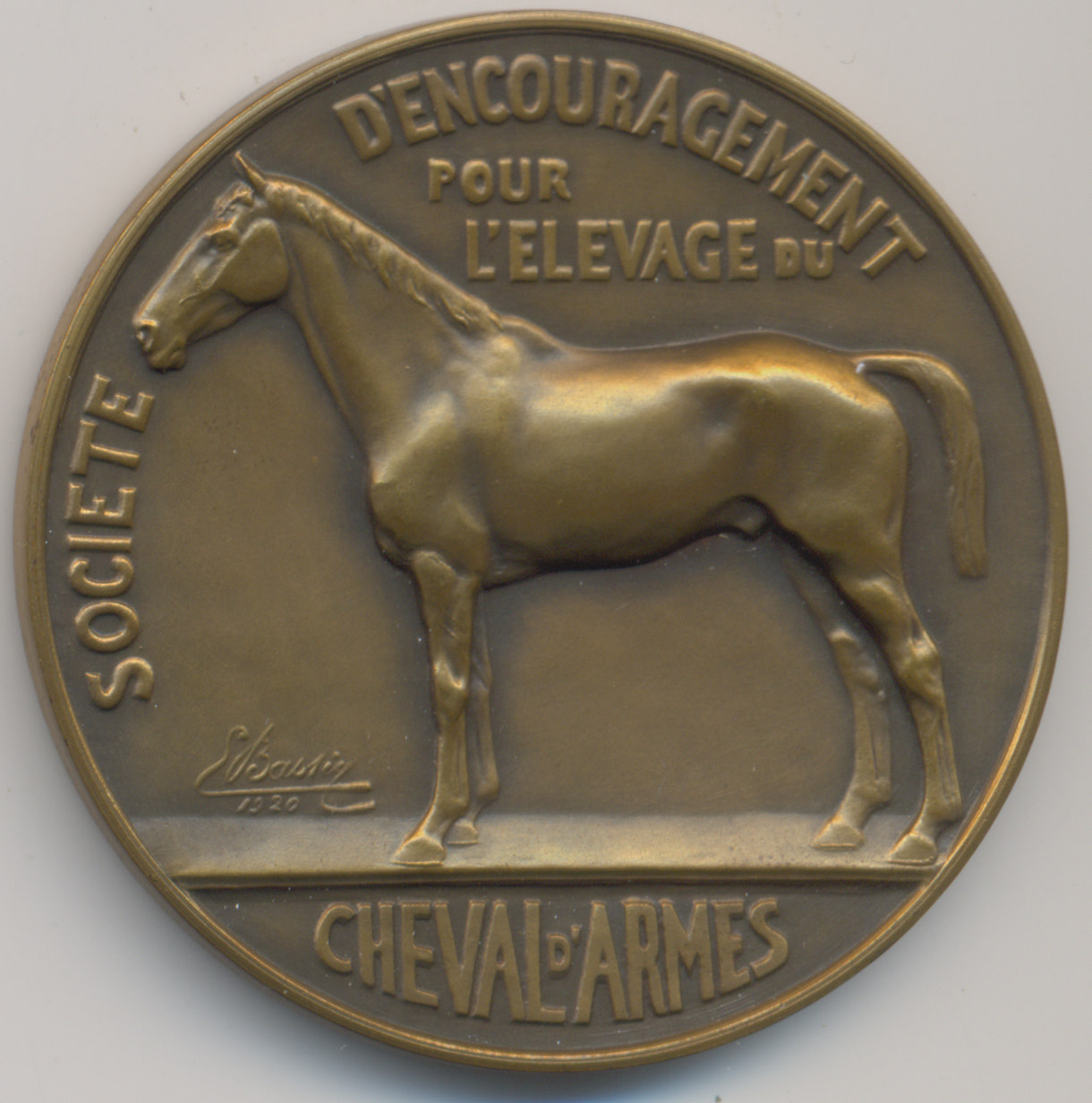
Médaille décernée en 1920 par la société belge.